# دير خشعة (قفل شمر)

تعديل مصدري - تعديل

دير خشعة هي إحدى قرى عزلة المخلاف بمديرية قفل شمر التابعة لمحافظة حجة، بلغ تعداد سكانها 91 نسمة حسب تعداد اليمن لعام 2004.